# Middle States EP
Middle States è un EP della band statunitense The Appleseed Cast, pubblicato nel 2011.

## Tracce
1. End Frigate Constellation
2. Interlude
3. Middle States
4. Three Rivers